# Miao Miao
Miao Miao (Tientsin, 14 gennaio 1981) è una tennistavolista australiana.
Ha partecipato quattro volte ai Giochi olimpici.